# A familia Pita
A familia Pita é uma série de televisão emitida originalmente na TVG entre 1996 e 1998, realizada por Continental Producciones. Dentro do género da comédia de situação centra-se numa viúva, a senhora Pita, que aluga os quartos da casa a uma série de personagens diversos. A série foi dirigida por Mateo Meléndrez e cada episódio tinha uma duração de 27 minutos.

## Reparto
- Manuel Botana como o professor
- María Bouzas como Lola
- Monti Castiñeiras
- Óscar Durán como Primitivo
- Chema Gagino
- Roberto Leal
- Elina Luaces como dona Maria Pita
- Manuel Manquiña
- Manuel Millán como Manuel
- Vicente Montoto
- Víctor Mosqueira
- Cristina Pascual como Dana
- Josito Porto
- Santi Prego

## Outras ligações
- «A família Pita». na AVG de Culturagalega.org
- A família Pita. no IMDb.